# Malaysia Open
Die Malaysia Open sind ein hochrangiges internationales Badmintonturnier. Sie sind eine der ältesten internationalen Meisterschaften im asiatischen Raum. Die erste Austragung war 1937. Ab 2007 gehörte das Turnier zur BWF Super Series, ab 2014 zur Premier Superseries und seit 2018 zur BWF World Tour.

## Die Sieger
| Saison    | Herreneinzel       | Dameneinzel              | Herrendoppel                                   | Damendoppel                                 | Mixed                                        |
| --------- | ------------------ | ------------------------ | ---------------------------------------------- | ------------------------------------------- | -------------------------------------------- |
| 1937      | A. S. Samuel       | Alice Pennefather        | A. S. Samuel Chan Kon Leong                    | Alice Pennefather Chiong Hiok Chor          | Wong Peng Soon Waileen Wong                  |
| 1938      | Tan Chong Tee      | Moey Chwee Lan           | A. S. Samuel Chan Kon Leong                    | Chang Kon Neong Ida Lim                     | Wong Peng Soon Waileen Wong                  |
| 1939      | Seah Eng Hee       | Cecilia Chan             | Teh Gin Sooi Low Keat Soo                      | Chang Kon Neong Ida Lim                     | Ooi Teik Hock Cecilia Chan                   |
| 1940      | Wong Peng Soon     | Cecilia Chan             | Ooi Teik Hock Tan Kin Hong                     | Lee Chee Neo Lee Kim Leo                    | Wong Peng Soon Lee Chee Neo                  |
| 1941      | Wong Peng Soon     | Lee Chee Neo             | Chee Choon Wah Chee Choon Keng                 | Lee Chee Neo Lee Kim Leo                    | Chee Choon Wah Ong Eak Eam                   |
| 1942 1946 | nicht ausgetragen  | nicht ausgetragen        | nicht ausgetragen                              | nicht ausgetragen                           | nicht ausgetragen                            |
| 1947      | Wong Peng Soon     | Cecilia Samuel           | Ooi Teik Hock Tan Kin Hong                     | Cecilia Samuel Molly Chin                   | Chan Kon Leong Cecilia Samuel                |
| 1948      | Ooi Teik Hock      | Helen Heng               | Ooi Teik Hock Tan Kin Hong                     | Alice Pennefather Helen Heng                | Chan Kon Leong Lee Keng Sim                  |
| 1949      | Wong Peng Soon     | Helen Heng               | Chan Kon Leong Yeoh Teck Chye                  | Amy Choong Cheah Kooi San                   | Eddy Choong Amy Choong                       |
| 1950      | Wong Peng Soon     | Cecilia Samuel           | Ong Poh Lim Ismail Marjan                      | Cecilia Samuel Hoi Sai Ying                 | Goh Chong Hong Valentine Chan                |
| 1951      | Wong Peng Soon     | Cecilia Samuel           | Chan Kon Leong Abdullah Piruz                  | Cecilia Samuel Lim Kit Lin                  | Goh Chong Hong Valentine Chan                |
| 1952      | Wong Peng Soon     | Cecilia Samuel           | Eddy L. Choong Law Teik Hock                   | Amy Choong Cheah Kooi San                   | Ong Poh Lim Cecilia Samuel                   |
| 1953      | Wong Peng Soon     | Cecilia Samuel           | Ong Poh Lim Ismail Marjan                      | Cecilia Samuel Phua Yoke Chin               | Lee Yew Seng Chia Pik Sim                    |
| 1954      | Ong Poh Lim        | Cecilia Samuel           | Chan Kon Leong Lee Kee Fong                    | Cecilia Samuel Phua Yoke Chin               | Chan Kon Leong Cecilia Samuel                |
| 1955      | Ferry Sonneville   | Cecilia Samuel           | Ong Poh Lim Ooi Teik Hock                      | Cecilia Samuel Phua Yoke Chin               | Jørgen Hammergaard Hansen Amy Choong         |
| 1956      | Ong Poh Lim        | Yang Weng Ching          | Ong Poh Lim Ismail Marjan                      | Yang Weng Ching Oei Lin Nio                 | Abdullah Piruz Chia Pik Sim                  |
| 1957      | Choong Ewe Beng    | Tan Gaik Bee             | Teh Kew San Lim Say Hup                        | Tan Gaik Bee Lim Kit Lin                    | Lim Say Hup Tan Gaik Bee                     |
| 1958      | Charoen Wattanasin | Pratuang Pattabongse     | Charoen Wattanasin Kamal Sudthivanich          | Tan Gaik Bee Lim Kit Lin                    | Lim Say Hup Tan Gaik Bee                     |
| 1959      | Charoen Wattanasin | Pachara Pattabongse      | Teh Kew San Lim Say Hup                        | Tan Gaik Bee Cecilia Samuel                 | Lim Say Hup Tan Gaik Bee                     |
| 1960      | Choong Ewe Beng    | Minarni                  | Teh Kew San Lim Say Hup                        | Tan Gaik Bee Cecilia Samuel                 | Lim Say Hup Tan Gaik Bee                     |
| 1961      | Jim Poole          | Tan Gaik Bee             | Tan Yee Khan Ng Boon Bee                       | Tan Gaik Bee Cecilia Samuel                 |                                              |
| 1962      | Charoen Wattanasin | Tan Gaik Bee             | Teh Kew San George Yap                         | Tan Gaik Bee Ng Mei Ling                    | Teh Kew San Ng Mei Ling                      |
| 1963      | Yew Cheng Hoe      | Tan Gaik Bee             | Tan Yee Khan Ng Boon Bee                       | Tan Gaik Bee Ng Mei Ling                    | Eddy Choong Tan Gaik Bee                     |
| 1964      | Billy Ng           | Sylvia Tan               | Tan Yee Khan Ng Boon Bee                       | Teoh Siew Yong Rosalind Singha Ang          |                                              |
| 1965      | Tan Aik Huang      | Rosalind Singha Ang      | Tan Yee Khan Ng Boon Bee                       | Teoh Siew Yong Rosalind Singha Ang          | Teh Kew San Ng Mei Ling                      |
| 1966      | Tan Aik Huang      | Minarni Sudaryanto       | Eddy Choong Tan Aik Huang                      | Retno Koestijah Minarni Sudaryanto          | A. P. Unang Retno Koestijah                  |
| 1967      | Erland Kops        | Minarni Sudaryanto       | Tan Yee Khan Ng Boon Bee                       | Retno Koestijah Minarni Sudaryanto          | Tan Joe Hok Retno Koestijah                  |
| 1968      | Tan Aik Huang      | Hiroe Yuki               | Tan Yee Khan Ng Boon Bee                       | Machiko Aizawa Etsuko Toganoo               | Svend Andersen Eva Twedberg                  |
| 1969 1982 | nicht ausgetragen  | nicht ausgetragen        | nicht ausgetragen                              | nicht ausgetragen                           | nicht ausgetragen                            |
| 1983      | Liem Swie King     | Pan Zhenli               | Christian Hadinata Bobby Ertanto               | Kim Yun-ja Yoo Sang-hee                     | Martin Dew Nora Perry                        |
| 1984      | Icuk Sugiarto      | Li Lingwei               | Lee Deuk-choon Kim Moon-soo                    | Guan Weizhen Wu Jianqiu                     | Martin Dew Gillian Gilks                     |
| 1985      | Misbun Sidek       | Gillian Gowers           | Razif Sidek Jalani Sidek                       | Gillian Gowers Gillian Clark                | nicht ausgetragen                            |
| 1986      | Zhao Jianhua       | Shi Wen                  | Jalani Sidek Razif Sidek                       | Wu Jianqiu Lin Ying                         | Bobby Ertanto Verawaty Fajrin                |
| 1987      | Yang Yang          | Li Lingwei               | Jalani Sidek Razif Sidek                       | Guan Weizhen Lin Ying                       | Steen Fladberg Gillian Clark                 |
| 1988      | Xiong Guobao       | Han Aiping               | Li Yongbo Tian Bingyi                          | Guan Weizhen Lin Ying                       | Eddy Hartono Verawaty Fajrin                 |
| 1989      | Xiong Guobao       | Han Aiping               | Park Joo-bong Kim Moon-soo                     | Guan Weizhen Lin Ying                       | Park Joo-bong Chung So-young                 |
| 1990      | Rashid Sidek       | Huang Hua                | Park Joo-bong Kim Moon-soo                     | Chung Myung-hee Chung So-young              | Park Joo-bong Chung Myung-hee                |
| 1991      | Rashid Sidek       | Sarwendah Kusumawardhani | Park Joo-bong Kim Moon-soo                     | Hwang Hye-young Chung So-young              | Lee Sang-bok Chung So-young                  |
| 1992      | Rashid Sidek       | Huang Hua                | Cheah Soon Kit Soo Beng Kiang                  | Lim Xiaoqing Christine Magnusson            | Thomas Lund Pernille Dupont                  |
| 1993      | Ardy Wiranata      | Susi Susanti             | Rexy Mainaky Ricky Subagja                     | Lim Xiaoqing Christine Magnusson            | Michael Søgaard Gillian Gowers               |
| 1994      | Joko Suprianto     | Susi Susanti             | Rexy Mainaky Ricky Subagja                     | Ge Fei Gu Jun                               | Jan-Eric Antonsson Astrid Crabo              |
| 1995      | Alan Budikusuma    | Susi Susanti             | Pramote Teerawiwatana Sakrapee Thongsari       | Julie Bradbury Joanne Wright                | Kim Dong-moon Gil Young-ah                   |
| 1996      | Ong Ewe Hock       | Zhang Ning               | Cheah Soon Kit Yap Kim Hock                    | Marlene Thomsen Lisbet Stuer-Lauridsen      | Tri Kusharyanto Minarti Timur                |
| 1997      | Hermawan Susanto   | Susi Susanti             | Rexy Mainaky Ricky Subagja                     | Ge Fei Gu Jun                               | Liu Yong Ge Fei                              |
| 1998      | Peter Gade         | Zhang Ning               | Tony Gunawan Halim Haryanto                    | Marlene Thomsen Rikke Olsen                 | Tri Kusharyanto Minarti Timur                |
| 1999      | Luo Yigang         | Dai Yun                  | Tony Gunawan Candra Wijaya                     | Ge Fei Gu Jun                               | Michael Søgaard Rikke Olsen                  |
| 2000      | Taufik Hidayat     | Gong Zhichao             | Eng Hian Flandy Limpele                        | Gu Jun Ge Fei                               | Kim Dong-moon Ra Kyung-min                   |
| 2001      | Ong Ewe Hock       | Gong Ruina               | Candra Wijaya Sigit Budiarto                   | Huang Nanyan Yang Wei                       | Bambang Suprianto Emma Ermawati              |
| 2002      | James Chua         | Hu Ting                  | Liu Yong Chen Qiqiu                            | Huang Nanyan Yang Wei                       | Nathan Robertson Gail Emms                   |
| 2003      | Chen Hong          | Zhou Mi                  | Kim Dong-moon Lee Dong-soo                     | Yang Wei Zhang Jiewen                       | Kim Dong-moon Ra Kyung-min                   |
| 2004      | Lee Chong Wei      | Zhang Ning               | Choong Tan Fook Lee Wan Wah                    | Yang Wei Zhang Jiewen                       | Zhang Jun Gao Ling                           |
| 2005      | Lee Chong Wei      | Zhang Ning               | Candra Wijaya Sigit Budiarto                   | Yang Wei Zhang Jiewen                       | Lee Jae-jin Lee Hyo-jung                     |
| 2006      | Lee Chong Wei      | Zhang Ning               | Chan Chong Ming Koo Kien Keat                  | Gao Ling Huang Sui                          | Zhang Jun Gao Ling                           |
| 2007      | Peter Gade         | Zhu Lin                  | Koo Kien Keat Tan Boon Heong                   | Gao Ling Huang Sui                          | Zheng Bo Gao Ling                            |
| 2008      | Lee Chong Wei      | Tine Rasmussen           | Markis Kido Hendra Setiawan                    | Yang Wei Zhang Jiewen                       | He Hanbin Yu Yang                            |
| 2009      | Lee Chong Wei      | Tine Rasmussen           | Jung Jae-sung Lee Yong-dae                     | Lee Hyo-jung Lee Kyung-won                  | Nova Widianto Liliyana Natsir                |
| 2010      | Lee Chong Wei      | Wang Xin                 | Koo Kien Keat Tan Boon Heong                   | Du Jing Yu Yang                             | Tao Jiaming Zhang Yawen                      |
| 2011      | Lee Chong Wei      | Wang Shixian             | Chai Biao Guo Zhendong                         | Tian Qing Zhao Yunlei                       | He Hanbin Ma Jin                             |
| 2012      | Lee Chong Wei      | Wang Yihan               | Fang Chieh-min Lee Sheng-mu                    | Christinna Pedersen Kamilla Rytter Juhl     | Zhang Nan Zhao Yunlei                        |
| 2013      | Lee Chong Wei      | Tai Tzu-ying             | Mohammad Ahsan Hendra Setiawan                 | Bao Yixin Tian Qing                         | Joachim Fischer Nielsen Christinna Pedersen  |
| 2014      | Lee Chong Wei      | Li Xuerui                | Goh V Shem Lim Khim Wah                        | Bao Yixin Tang Jinhua                       | Xu Chen Ma Jin                               |
| 2015      | Chen Long          | Carolina Marín           | Mohammad Ahsan Hendra Setiawan                 | Luo Ying Luo Yu                             | Zhang Nan Zhao Yunlei                        |
| 2016      | Lee Chong Wei      | Ratchanok Intanon        | Kim Gi-jung Kim Sa-rang                        | Tang Yuanting Yu Yang                       | Tontowi Ahmad Liliyana Natsir                |
| 2017      | Lin Dan            | Tai Tzu-ying             | Markus Fernaldi Gideon Kevin Sanjaya Sukamuljo | Yuki Fukushima Sayaka Hirota                | Zheng Siwei Chen Qingchen                    |
| 2018      | Lee Chong Wei      | Tai Tzu-ying             | Takeshi Kamura Keigo Sonoda                    | Misaki Matsutomo Ayaka Takahashi            | Zheng Siwei Huang Yaqiong                    |
| 2019      | Lin Dan            | Tai Tzu-ying             | Li Junhui Liu Yuchen                           | Chen Qingchen Jia Yifan                     | Zheng Siwei Huang Yaqiong                    |
| 2020 2021 | nicht ausgetragen  | nicht ausgetragen        | nicht ausgetragen                              | nicht ausgetragen                           | nicht ausgetragen                            |
| 2022      | Viktor Axelsen     | Ratchanok Intanon        | Takuro Hoki Yugo Kobayashi                     | Apriyani Rahayu Siti Fadia Silva Ramadhanti | Zheng Siwei Huang Yaqiong                    |
| 2023      | Viktor Axelsen     | Akane Yamaguchi          | Fajar Alfian Muhammad Rian Ardianto            | Apriyani Rahayu Siti Fadia Silva Ramadhanti | Chen Qingchen Jia Yifan                      |
| 2024      | Anders Antonsen    | An Se-young              | Liang Weikeng Wang Chang                       | Liu Shengshu Tan Ning                       | Yuta Watanabe Arisa Higashino                |
| 2025      | Shi Yuqi           | An Se-young              | Kim Won-ho Seo Seung-jae                       | Yuki Fukushima Mayu Matsumoto               | Dechapol Puavaranukroh Supissara Paewsampran |